# فرانسيس ها
فرانسيس ها (بالإنجليزية: Frances Ha)‏ هو فيلم كوميدي تم إنتاجه في الولايات المتحدة وصدر في سنة 2012. الفيلم من إخراج نواه بومباك وكتابة نواه بومباك وجريتا جيروج. عُرض الفيلم لأول مرة في مهرجان تيلورايد السينمائي في 1 سبتمبر 2012 وتم اطلاقه بشكل واسع في 17 مايو 2013 .

## طاقم التمثيل
- جريتا جيروج (بدور: فرانسيس هالاداي)
- آدم درايفر (بدور: ليف)
- ميكي سمنر (بدور: صوفي)
- جريس جامر (بدور: راتشيل)
- باتريك هييسانجير (بدور: باتش)
- مايكل زيجين (بدور: بينجي)

## القصة
سيدة تجد خلاصها بعد انهدام الكثير من أحلامها في الالتحاق بإحدى مدارس الرقص التي تساعدها على استعادة حياتها

## الميزانية والإيرادات
حقق أرباحا تقدر بـ 8,340,662 دولار.

## وصلات خارجية
- فرانسيس ها على موقع IMDb (الإنجليزية)
- فرانسيس ها على موقع ميتاكريتيك (الإنجليزية)
- فرانسيس ها على موقع روتن توميتوز (الإنجليزية)
- فرانسيس ها على موقع نتفليكس (الإنجليزية)
- فرانسيس ها على موقع قاعدة بيانات الأفلام العربية
- فرانسيس ها على موقع ألو سيني (الفرنسية)
- فرانسيس ها على موقع أول موفي (الإنجليزية)
- فرانسيس ها على موقع بوكس أوفيس موجو (الإنجليزية)
- فرانسيس ها على موقع فيلمافينيتي (الإسبانية)
- فرانسيس ها على موقع قاعدة بيانات الأفلام السويدية (السويدية)

- الموقع الرسمي.
- فرانسيس ها في قاعدة بيانات السينما العالمية.
- فرانسيس ها في بوكس أوفيس موجو.
- فرانسيس ها في موقع الطماطم الفاسدة.
- فرانسيس ها في موقع ميتاكريتيك.